# Eucharia festiva
Eucharia festiva is een beervlinder uit de familie van de spinneruilen (Erebidae). De wetenschappelijke naam van de soort is voor het eerst geldig gepubliceerd in 1766 door Hüfnagel.